# Eerste Kamerverkiezingen 2011/Kandidatenlijst/PVV
De kandidatenlijst voor de Eerste Kamerverkiezingen 2011 van Partij voor de Vrijheid werd op 24 maart 2011 bekendgemaakt. Alleen de lijsttrekker was al op 11 februari bekendgemaakt.

## Lijst
1. Machiel de Graaf
2. Reinette Klever
3. Marcel de Graaff
4. Gom van Strien
5. Ronald Sørensen
6. Tobias Reynaers
7. Gabriëlle Popken
8. Marjolein Faber-van de Klashorst
9. Mariëtte Frijters-Klijnen
10. Peter van Dijk
11. Martin van Beek
12. Kees Kok
13. Rick Deurloo
14. Alexander Kops
15. Pascal Romeijn
16. Rita Folkersma
17. Ruud Muste
18. Nathalie Choenni
19. Menno Ludriks
20. Yvonne Waterman

2011 · 2015 · 2019 · 2023